# Bricon
Bricon település Franciaországban, Haute-Marne megyében. Lakosainak száma 413 fő (2022. január 1.). Bricon Orges, Semoutiers-Montsaon, Autreville-sur-la-Renne, Blessonville, Braux-le-Châtel, Buxières-lès-Villiers és Châteauvillain községekkel határos.

## Népesség
A település népességének változása:
| Lakosok száma | 421  | 355  | 423  | 435  | 479  | 461  | 449  | 448  | 436  | 413  |
|               | 1968 | 1982 | 1990 | 2006 | 2013 | 2015 | 2017 | 2019 | 2020 | 2022 |